# Santa Catalina (Séville)
Pour les articles homonymes, voir Santa Catalina.
Santa Catalina est un quartier de la ville andalouse de Séville, en Espagne, situé dans le district Casco Antiguo.

## Limites du quartier
Situé à l'est du district Casco Antiguo, le quartier est limité au nord par les rues Peñuelas, Enladrillada, Espada, Sol et Madre Isabel de la Trinidad (qui le séparent du quartier de San Julián), à l'ouest par les rues María Auxiliadora et Recaredo (qui le séparent des districts de San Pablo - Santa Justa et de Nervión), au sud par les rues Guadalupe, Santiago, Lanza et Imperial (qui le séparent du quartier de San Bartolomé) et à l'ouest par la rue Alhondiga (qui le sépare du quartier d'Alfalfa), la place Los Terceros et la rue Bustos Tavera (qui le séparent du quartier d'Encarnación-Regina).

## Points d'intérêt
- Jardines del Valle
- Palais des Marquis de Villapanés (es)
- Église de Santiago (Séville) (es)
- Église Sainte-Catherine
- Couvent du Tiers-Ordre franciscain (Séville) (es)

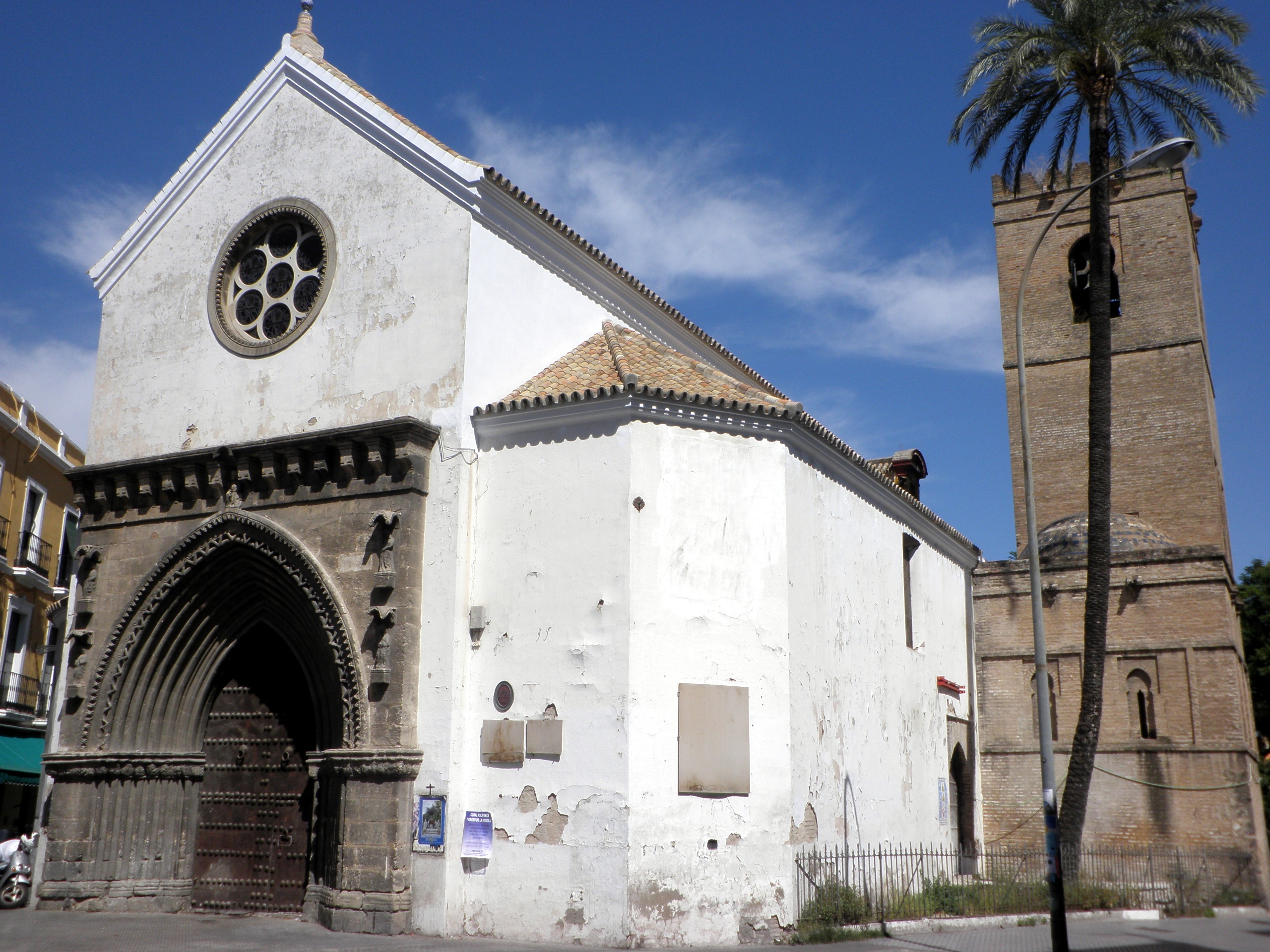
L'église Santa Catalina
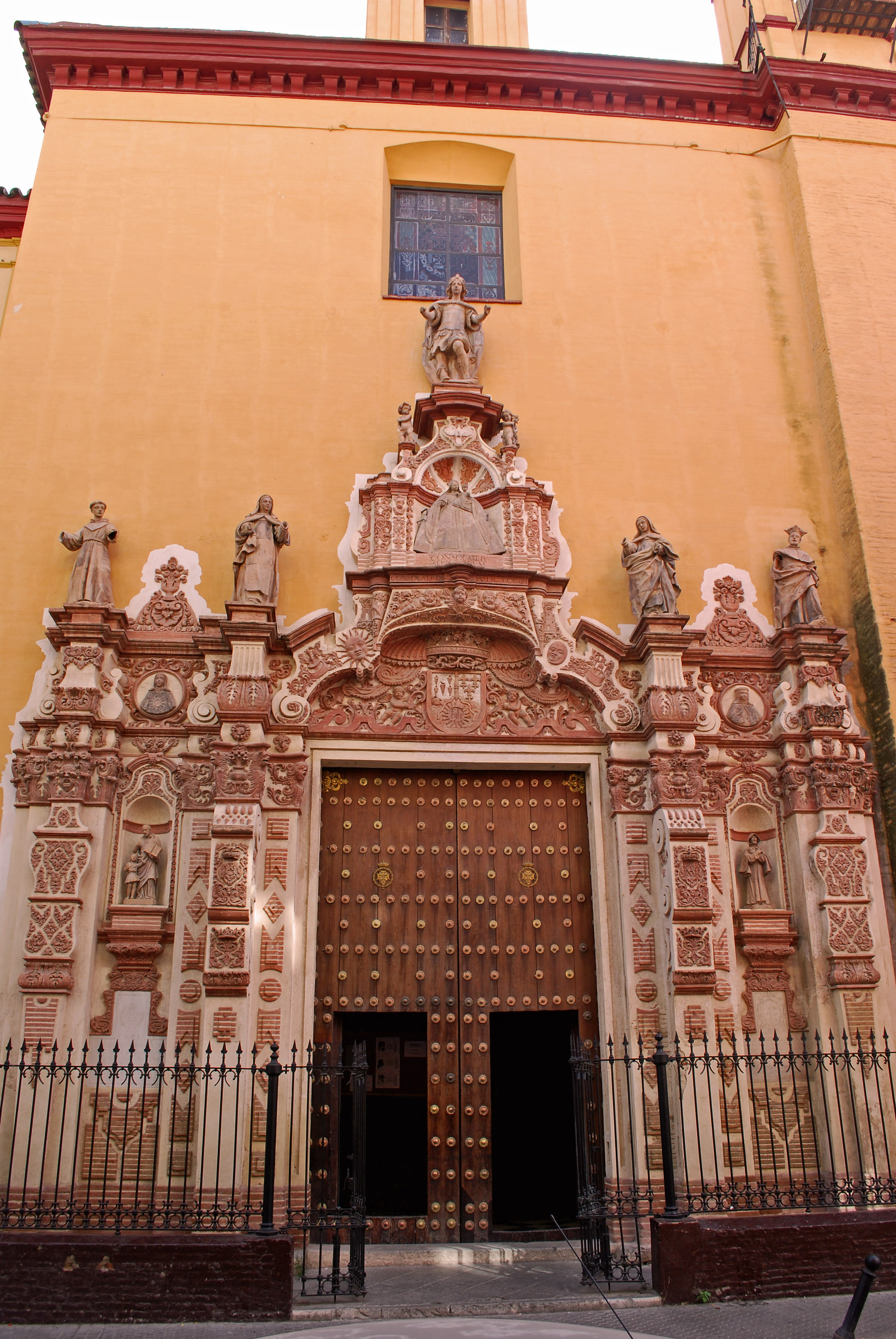
L'entrée du couvent du Tiers-Ordre franciscain
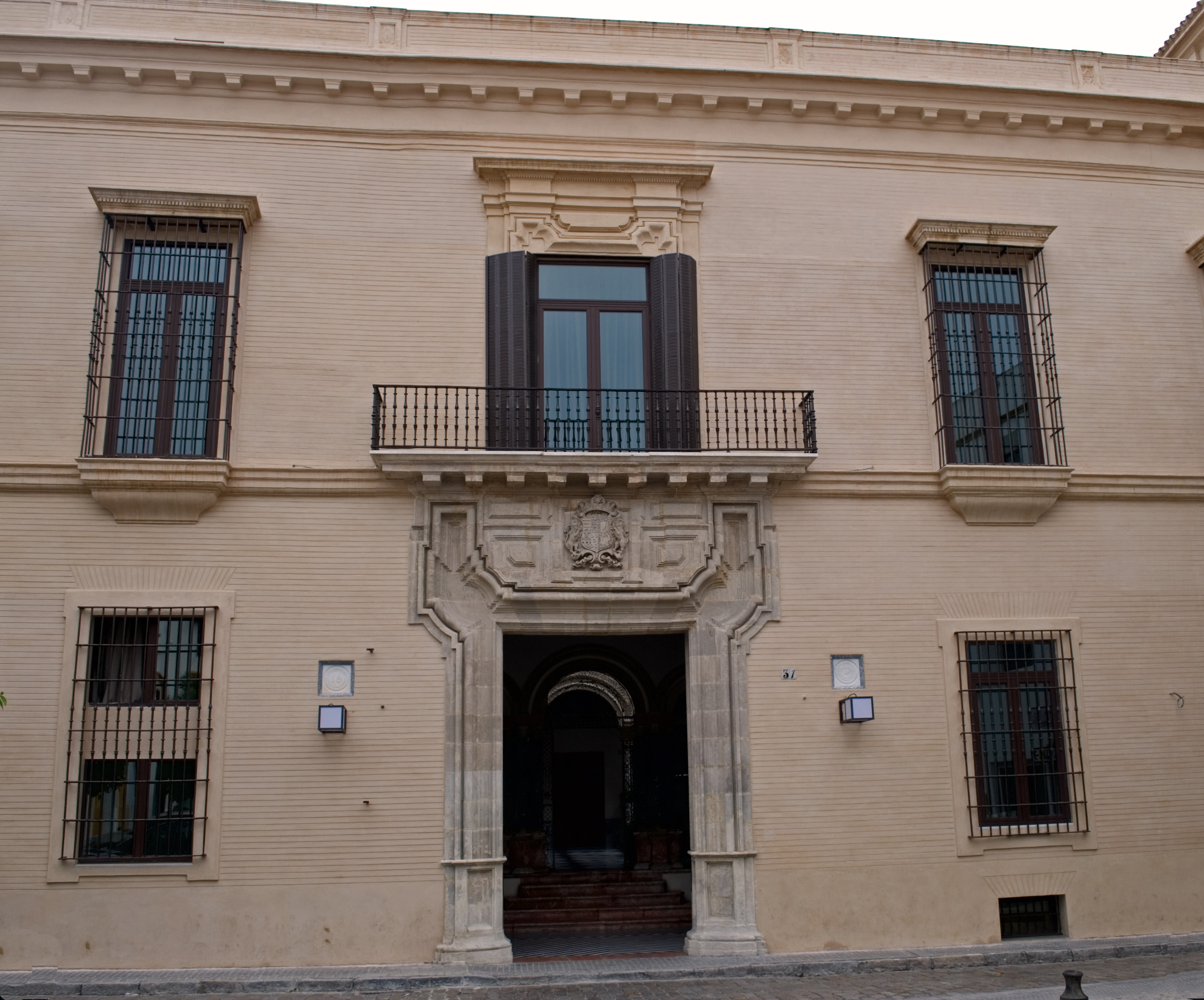
Le palais des Marquis de Villapanés
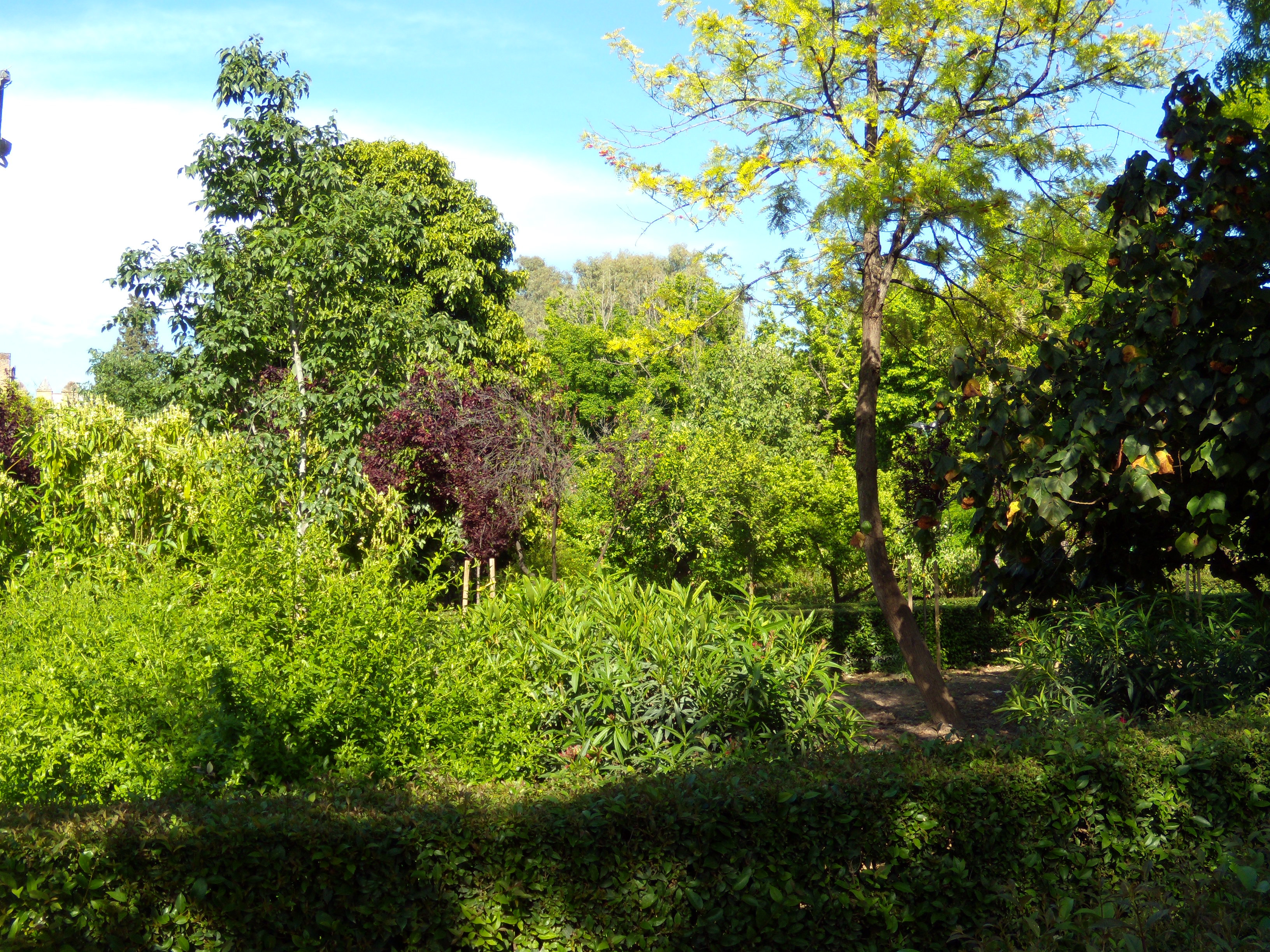
Les jardins del Valle